# 北本町通
北本町通（きたほんまちどおり）は兵庫県神戸市中央区の町名。現行行政地名は北本町通一丁目から北本町通六丁目。郵便番号は651-0075。

## 地理
旧・葺合区中央南寄り、旧・西国街道北側に位置する。住宅・商店・工場の混在地域で、集合住宅が建ち並ぶ。
東は脇浜町、南は南本町通、西は生田川を挟み（新生田川橋＝国道2号他1橋で接続）小野柄通、北は国道2号を挟み吾妻通。東から順に一～六丁目が置かれる。

## 歴史
明治34年（1901年）、神戸市葺合町の一部から成立。区制施行まで「葺合」を冠して葺合北本町通とされていた。昭和6年（1931年）葺合区、昭和55年（1980年）中央区に属す。町名は旧・西国街道の北側に位置した事により、『神戸の町名 改訂版』では「往還沿いということで、当時新しく町名を付けられた地区の中では、家も古くから集中していたことを反映させたのだろう」としている。また、この一帯はかつて新川スラムと呼ばれるスラム街であった。
- 明治38年（1905年）、阪神本線が付近に開通し、人口増が促進される。
- 明治42年（1909年）、賀川豊彦が新川スラムに入り北本町通六丁目の長屋で社会事業を始める。
- 明治43年（1910年）、神戸電気鉄道（後の神戸市電）の春日野道～兵庫駅間が開通。
- 昭和10年（1935年）、市電東部国道線開通。
- 昭和43年（1968年）、市電東部国道線廃止。

## 人口統計
- 平成17年国勢調査（2005年10月1日現在）での世帯数750、人口1,474、うち男性704人、女性770人[2]
- 昭和63年（1988年）の世帯数740・人口2,072[3]。
- 昭和35年（1960年）の世帯数534・人口1,863[3]
- 大正9年（1920年）の世帯数1,147・人口5,076[3]